# نوازالدین صدیقی
نوازالدین صدیقی (انگلیسی: Nawazuddin Siddiqui؛ زادهٔ ۱۹ مهٔ ۱۹۷۴) هنرپیشه اهل کشور هند است. وی از سال ۱۹۹۹ میلادی تاکنون مشغول فعالیت بوده‌است.
از فیلم‌ها یا برنامه‌های تلویزیونی که وی در آن نقش داشته‌است می‌توان به نیویورک اشاره کرد. او در سال‌های اخیر به یکی ستاره‌های بالیوود (سینمای هند) تبدیل شده‌است؛ وی معمولاً در بیشتر فیلم‌هایش نقش‌های پلیسی را بر عهده دارد.

## جوایز
وی همچنین برنده جوایزی همچون جوایز فیلم‌فیر شده‌است.

## فیلم‌شناسی
فهرست برخی از فیلم‌هایی که نوازالدین صدیقی در آن‌ها به ایفای نقش پرداخته‌است:
- نیویورک
- ظرف نهار
- برادر باجرانگی
- شیر
- تلاش
- جاگا جاسوس
- رئیس
- لگد
- مونا قلدره
- مونا مایکل
- غیرت
- شهر انتقام
- داستان
- سه
- بیا برقصیم
- پیپلی زنده
- سیاه و سفید
- مامان
- پان سینگ تومار
- چیتاگونگ
- دکتر باباصاحب
- فراق
- خانه شلوغ ۴
- تاس دروغگو
- دارودسته‌های واسیپور
- قولنج
- بوکسورها
- اوباش
- ای‌کی در مقابل ای‌کی
- رامان راگاو
- تاکرای
- فریکی علی
- دارودسته‌های واسیپور- قسمت اول
- دارودسته‌های واسیپور- قسمت دوم
- روح
- خانم دوست‌داشتنی
- تیراندازی در موسم بارندگی
- ازدواج تیکو و شیرو
- حدی